# سعادى شمراخي
سُعادى شمراخي هو نوع من السعادى المعمر في الفصيلة السعدية وهو عشب أجمي. موطنها الأجزاء الشرقية من آسية.